# HAT-P-30
HAT-P-30, TOI-490, WASP-51 — кратная звезда в созвездии Гидры на расстоянии около 679 световых лет (около 208 парсек) от Солнца. Возраст звезды определён как около 1,7 млрд лет.
Вокруг звезды обращается, как минимум, одна планета.

## Характеристики
Первый компонент (WDS J08158+0550A) — жёлто-белая звезда спектрального класса G0, или F7V. Видимая звёздная величина звезды — +10,352m. Масса — около 1,25 солнечной, радиус — около 1,34 солнечного, светимость — около 2,569 солнечной. Эффективная температура — около 6136 K.
Второй компонент (WDS J08158+0550B). Видимая звёздная величина звезды — +16,7m. Удалён на 3,9 угловой секунды.
Третий компонент (WDS J08158+0550C). Видимая звёздная величина звезды — +17m. Удалён на 14,1 угловой секунды.
Четвёртый компонент (WDS J08158+0550D). Видимая звёздная величина звезды — +17,6m. Удалён на 10,5 угловой секунды.

## Планетная система
В 2011 году командой астрономов, работающих в рамках проекта HATNet, было объявлено об открытии планеты HAT-P-30 b.